# Kimio Eto
Pour les articles homonymes, voir Eto.
Kimio Eto (衛藤公雄 ; né en 1924 à Ōita et mort le 24 décembre 2012) est un musicien aveugle japonais qui joue du koto.
Il a travaillé notamment avec le compositeur Henry Cowell sur son concerto pour koto et orchestre, qui a été dirigé par Leopold Stokowski à l'académie de musique philharmonique de Philadelphie en décembre 1964.

## Album paru en France
- Impressions du Japon (l'art du koto)(Mode disques, 1966) [2]

## Albums parus à l'international
- Sound of the Koto (1958)
- Koto Music (World Pacific Records, 1959)
- Koto & Flute (The Japanese Koto Music Of Kimio Eto Featuring The Flute Of Bud Shank) (World Pacific Records, 1960) avec le flûtiste américain Bud Shank.
- Art Of The Koto (Elektra Records, 1962)
- Koto Master (World Pacific Records, 1963)
- Sound Of The Koto (él Records ACMEM259CD, 2013). Compilation des albums de 1958, 1960 et 1962.